# Реусень (комуна)
Реусень, Реусені (рум. Răuseni) — комуна у повіті Ботошані в Румунії. До складу комуни входять такі села (дані про населення за 2002 рік):
- Дойна (609 осіб)
- Погорешть (185 осіб)
- Редіу (650 осіб)
- Реусень (1232 особи)
- Столнічень (307 осіб)

Комуна розташована на відстані 358 км на північ від Бухареста, 45 км на південний схід від Ботошань, 53 км на північний захід від Ясс.

## Населення
За даними перепису населення 2002 року у комуні проживали 2983 особи.
Національний склад населення комуни:
| Національність | Кількість осіб | Відсоток |
| -------------- | -------------- | -------- |
| румуни         | 2967           | 99,5%    |
| цигани         | 16             | 0,5%     |

Рідною мовою назвали:
| Мова      | Кількість осіб | Відсоток |
| --------- | -------------- | -------- |
| румунська | 2979           | 99,9%    |
| циганська | 4              | 0,1%     |

Склад населення комуни за віросповіданням:
| Релігія       | Кількість осіб | Відсоток |
| ------------- | -------------- | -------- |
| православні   | 2969           | 99,5%    |
| старообрядці  | 7              | 0,2%     |
| адвентисти    | 6              | 0,2%     |
| римо-католики | 1              | < 0,1%   |